# Konzil von Verona
Das Konzil von Verona (auch Synode von Verona oder Konvent von Verona genannt) (italienisch Concilio di Verona, lateinisch Concilium Veronese) fand Ende Oktober bis Anfang November 1184 in Verona statt.

## Hintergrund
Bereits auf dem zweiten und dritten Laterankonzil in den Jahren 1139 und 1179 war festgelegt worden, dass alle weltlichen Fürsten die Ketzer zum Gehorsam zwingen müssten und dass es der Kirche dabei nicht um Bluttaten ginge, sondern vielmehr dass die weltlichen Gesetze helfen sollten, sie zu bestrafen. Da diese Maßnahmen wenig Erfolg brachten erließ der aus dem Zisterzienserorden stammende Papst Lucius III. (1181–1185), der dem Konzil vorsaß, gemeinsam mit Kaiser Friedrich Barbarossa scharfe Bestimmungen gegen die Katharer, die Patariner und die Waldenser (Ad abolendam) und förderte den kaiserlichen Kreuzzug (1189–1192).
Man wollte Einigkeit und Autorität zum Ausdruck bringen. Daneben gelang es den beiden nicht, sich bezüglich der Mathildischen Güter zu einigen. Neben Papst und Kaiser reisten auch die Großmeister von Templerorden (Arnaud de Toroge) und Johanniterorden (Roger de Moulins), sowie der Patriarch von Jerusalem (Heraclius von Caesarea) an. Für dem Orden von Cîteaux nahm zudem der Abt Petrus von Cîteaux, der spätere Bischof Petrus von Arras an der Tagung teil.
Dieses Konzil gilt als Partikularkonzil, zählt daher nicht zu den Ökumenischen Konzilen der Kirche.

## Auswirkung des Erlasses
Die Kirche, der die Hilfe von Seiten der weltlichen Fürsten zu mangelhaft erschien, was sowohl die körperliche als auch die geistige Bestrafung der Ketzer anging, übernahm jetzt mit dem Erlass selbst die Verantwortung, indem sie allen Machthabern gebot „vor ihren Bischöfen eidlich zu geloben, dass sie die kirchlichen und weltlichen Gesetze gegen die Ketzerei voll und wirksam durchführen wollten. Jede Weigerung oder Vernachlässigung sollte mit Exkommunikation, Absetzung und der Unfähigkeit, ein anderes Amt zu bekleiden, bestraft werden, während die Städte von jedem Verkehr mit andern Orten abgesondert und abgeschnitten werden sollten.“ Die Kirche zwang dadurch die weltlichen Herrscher alle Ketzer zu verfolgen und niemanden zu verschonen. Die Herrscher übernähmen „mit ihrer Krone die Verpflichtung die Ketzerei auszurotten und dafür zu sorgen, dass die Gesetze gegen sie scharf seien und mitleidslos durchgeführt würden.“ Kam ein Herrscher dieser Pflicht nicht nach, so behielt die Kirche sich das Recht vor, seinen Besitz dem nächstbesten Abenteurer preiszugeben.
Die Waldenser, die sich an Rom wandten und um die Erlaubnis baten einen eigenen Predigerorden zu gründen, wurden von Papst Lucius III. auf dem Konzil von Verona exkommuniziert. Ihm missfiel neben ihrer Bekleidung mit Sandalen und Mönchskapuzen insbesondere der Umstand, dass Männer und Frauen gemeinsam unterwegs waren. Da sie trotz des Ausschlusses aus der Kirche nicht bereit waren ihre Missionstätigkeit aufzugeben, wurden sie als Ketzer verfolgt. Auch die Arnoldisten wurden vom Papst bei diesem Konzil verdammt. Papst Lucius III. hatte auf dem Konzil zudem eine jährliche Visitation aller verdächtigen Pfarreien durch bischöfliche Kommissare befohlen. Das Verhör der Personen mussten die Bischöfe persönlich durchführen. Ihnen drohte die Absetzung, falls sie dies versäumten.